# Dommel

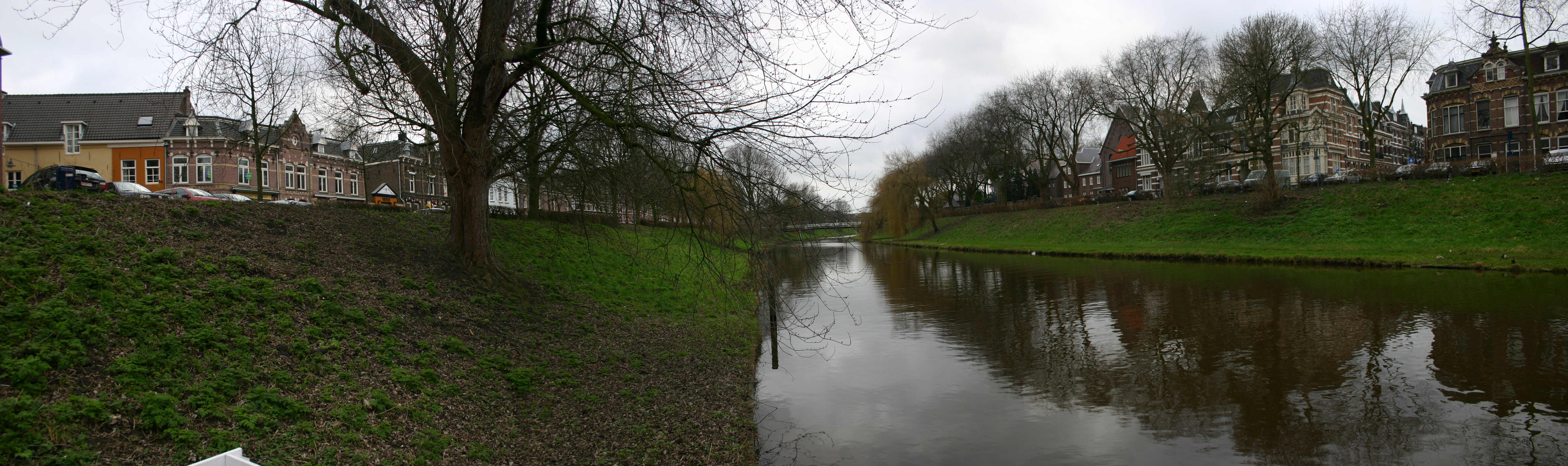
Dommel i 's-Hertogenbosch

Dommel är en mindre flod som rinner genom Belgien och Nederländerna, den är ett biflöde till Dieze. Floden är 120 km lång, varav 85 km rinner genom Nederländerna. Den rinner upp i nordöstra Belgien nära Peer och flyter in i södra delen av Nederländerna. Dommel tar vatten från biflödena Keersop, Tongelreep, Run, Gender samt Kleine Dommel och rinner samman med Aa i 's-Hertogenbosch för att bilda floden Dieze, som därefter rinner vidare mot Meuse. Städerna och tätorterna längs Dommel är Peer, Neerpelt, Valkenswaard, Dommelen, Eindhoven, Son en Breugel, Sint-Oedenrode, Boxtel, Sint-Michielsgestel och 's-Hertogenbosch.  Dommels mest orörda del finns mellan Eindhoven och Boxtel. Här har Dommel fortfarande sina ursprungliga vindlingar och meandrar och utgör ett kulturhistoriskt och värdefullt landskapsområde som heter Dommelbeemden.